# Cao Mao
Cao Mao foi um Chinês da Dinastia conhecida por Três Reinos, Reino de Wei. Reinou entre 254 e 260, foi antecedido no trono pelo imperador Shandi e seguido por Cao Huan que foi o último imperador do Reino de Wei.